# It's a Beautiful Day (banda)
It's a Beatiful Day es una banda norteamericana formada en San Francisco, California, en 1967 por la vocalista Pattie Santos junto con el violinista David LaFlamme, que había sido solista en la Orquesta Sinfónica de la Utah, anteriormente había formado parte de la banda Orkustra, e inusualmente tocaba un violín de cinco cuerdas, y su mujer, Linda LaFlamme, en los teclados. Otros miembros del grupo eran Hal Wagenet (guitarra), Mitchell Holman (bajo) y Val Fuentes (batería)
A pesar de que eran una de las más importantes bandas de San Francisco que emergieron en 1967 durante el Verano del Amor, la banda nunca consiguió el éxito de otras contemporáneas como Grateful Dead, Jefferson Airplane y Santana, con quienes tuvieron conexiones. La banda creó una mezcla única de rock, jazz, folk y música clásica durante los siete años que estuvieron oficialmente juntos.

## Comienzos (1967–1969)
El mánager original de la banda, Matthew Katz, anteriormente había trabajado con Jefferson Airplane y Moby Grape. Los miembros de la banda no eran conscientes de que las otras dos bandas habían acabado sus relaciones empresariales con Katz con motivos para ello. Durante 1967 y comienzos del 1968, Katz impidió a la banda actuar en San Francisco, diciéndoles que no estaban a punto. Reservó sus primeras actuaciones públicas en un club que controlaba en Seattle, Washington, conocido como el Encore Ballroom que Katz rebautizó como San Francisco Sound. Mientras estaban en Seattle, el grupo vivía en el ático de una casa vieja, propiedad de Katz. Mientras, escribían y ensayaban canciones nuevas. 
La canción emblemática de la banda "White Bird" estaba inspirada en las experiencias de David y Linda LaFlamme mientras vivían en Seattle. En un giro irónico en el nombre de la banda, la canción triste estaba inspirada en el tiempo de invierno lluvioso de Seattle. En una entrevista posterior, David LaFlamme dijo:

La inspiración de "White Bird" provino de que ... éramos como pájaros enjaulados en aquel ático. No teníamos ningún dinero, ni transporte, el tiempo era horrible. Teníamos apenas una pensión alimentaria muy pequeña en proporción. Fue toda una experiencia, pero en cierto modo fue muy creativo .

Con el tiempo los miembros de grupo regresaron a San Francisco sin ningún dinero y frustrados por los intentos de Katz de manipular su carrera. En su desesperación empezaron a tocar en unos cuantos clubes sin la aprobación de ´ste. La banda gradualmente empezó a obtener reconocimiento y ganar dinero. Al fin consiguieron su primer gran éxito cuándo tuvieron la posibilidad de abrir para Cream en el Oakland Coliseum, en Oakland, California el 4 de octubre de 1968. 
El álbum de debut de la banda, It's a Beatiful Day, una destacada obra del rock psicodélico californiano con una inolvidable portada alegórica, fue producido por David LaFlamme en Los Ángeles, California, y publicado por Columbia Records en 1969. Presenta canciones como "White Bird", "Hot Summer Day" y "Time Is".  El álbum llegó al número 47 en las listas de Estados Unidos y al número 58 en el Reino Unido. El tema de la canción "Bombay Calling" fue más tarde utilizado, en un tempo más lento, por Deep Purple como el intro a "Child in Time" en su álbum Deep Purple in Rock. Los vocales y el violín de David LaFlamme y el canto de Santos atrajeron la atención de las emisoras radiofónicas de FM y la canción "White Bird" fue muy oída.
La banda casi fue invitada a tocar en Woodstock. Cuándo Michael Lang negociaba con Bill Graham la actuación de Grateful Dead este le ofreció también la de It's a Beatiful Day, pero Lang decidió contratar a Santana, que fue una de las estrellas del festival.

## Los años 70
El 5 de julio de 1970, la banda tocó en el segundo Festival Internacional de Atlanta, en Byron, GA para un público estimado de 250.000 personas.  Linda cantó como solista en "White Bird", "Hot Summer Day" y "The Dolphin Song".  La banda tuvo un hit radiofónico regional con "Don and Dewey". 
Ese año Linda dejó la banda. El álbum siguiente, Marrying Maiden, grabado en el estudio Pacific High en San Francisco, publicado en 1970, tuvo bastante éxito. Llegó al número 28 en las listas de los EE. UU. y al número 45 en U.K. En aquel año, la banda también actuó en el Festival de Pop de Holanda en el Kralingse Bos en Róterdam, y en el Festival de Bath de Blues y Música Progresiva. Tom Fowler (bajista más tarde de Frank Zappa) y Bill Gregory se unieron a la banda en marzo de 1971.
En julio de 1971, la banda actuó en uno de los últimos conciertos del Fillmore West de San Francisco. Su interpretación de "White Bird" apareció como parte de la película musical documental Fillmore (1972).
La banda continuó con el álbum, Choice Quality Stuff/Anytime en 1971 y el álbum en directo Live at Carnegie Hall en 1972, haciendo giras hasta 1974 cuando se separaron. Santos, que con su marido el bajista Bud Cockrell, había formado Cockrell & Santos en 1977, murió en un choque de automóviles cerca de Geyserville en Sonoma County, California el 14 de diciembre de 1989.
La banda se reunió ocasionalmente para reencuentros y conciertos especiales. La música de la banda continuó bajo el nombre "David LaFlamme Band".
Desde 2000 el grupo volvió a actuar con su nombre original con el fundador de la banda David LaFlamme y el batería original Val Fuentes. Otros miembros de la banda son la mujer actual de LaFlamme, a quien conoció en 1974, Linda Baker LaFlamme (vocales), Toby Gray (bajos y productor), Gary Thomas (teclados y productor), Rob Espinosa (guitarras) y Michael Prichard (percusión).  Continúan actuando hasta la fecha. En 2014, Rob Cunningham reemplazó a Espinosa en la guitarra solista.
LaFlamme contribuyó al álbum Jefferson's Tree of Liberty de Jefferson Starship en 2008.

## Versiones de "White Bird"
Una versión de "Pájaro Blanco" de la violinista Vanessa-Mae fue publicada en 2001, y logró el número 66 en el Reino Unido.
La canción también ha sido grabada por el músico de bluegrass Sam Bush.

## Personal

### Miembros actuales
- David LaFlamme –  violín, vocales (1967–1974, 1997–presente)
- Val Fuentes –  batería (1967–1974, 1997–presente)
- Linda Baker LaFlamme (Dominique Dellacroix) –  vocales (1974, 1997–presente)
- Toby Gray –  bajo (1980-1985, 2000–presente)
- Gary Thomas –  teclados (2000–presente)
- Rob Cunningham –  guitarra (2014–presente)

### Miembros anteriores
- Pattie Santos –  vocales (1967–1974; muerta 1989)
- Mitchell Holman –  bajo (1967–1971)
- Hal Wagenet –  guitarra (1968–1971)
- Linda LaFlamme –  teclados, vocales, pandereta (1967–1970)
- Fred Webb –  teclados (1970–1974; muerto 1990)
- Tom Fowler –  bajo (1971–1973)
- Bill Gregory –  guitarra (1971–1974)
- Bud Cockrell –  bajo (1973; muerto 2010)
- Greg Bloch –  violín, mandolina (1974; muerto 1987)
- Ralph Benkus – batería (1973 -1975)
- Rob Espinosa - guitarra & vocales (2000-2014)

## Discografía

### Álbumes de estudio
- It's a Beautiful Day (1969) US Album Chart No. 47/UK Album Chart No. 58, 1970
- Marrying Maiden (1970) US Album Chart No. 28/UK Album Chart No. 45, 1970
- Choice Quality Stuff/Anytime (1971) US Album Chart No. 130
- It's a Beautiful Day... Today (1973) US Album Chart No. 114

### Otros álbumes
- It's a Beautiful Day at Carnegie Hall (Live) (1972)
- 1001 Nights (Compilation, 1974)
- White Bird (Amherst Records, 1977)
- Inside Out (Amherst Records, 1978)
- It's a Beautiful Day / Marrying Maiden (rerelease, 1998)
- Beyond Dreams (David LaFlamme solo álbum, 2003)
- David LaFlamme - Live in Seattle (2003)
- David LaFlamme - Misery Loves Company (2005)
- Live at the Fillmore '68 (Classic Music Vault, 2013), with DVD The David LaFlamme Story

### Singles
- "Bulgaria" / "Aquarian Dream" (1968) San Francisco Sound 7
- "White Bird" / "Wasted Union Blues" (1969) Columbia 44928
- "Soapstone Mountain" / "Good Lovin'" (1970) Columbia 45152
- "The Dolphins" / "Do You Remember the Sun" (1970) Columbia 45309
- "Anytime" / "Oranges and Apples" (1972) Columbia 45536
- "White Bird" (live) / "Wasted Union Blues" (live) (1973) Columbia 45788
- "Ain't That Lovin' You Baby" / "Time" (1973) Columbia 45853